# Богдано-Надіївка
Богдано-Надіївка (до 2025 року — Богдано-Надеждівка) — село в Україні, у П'ятихатській міській територіальній громаді Кам'янського району Дніпропетровської області.
Колишній центр Богдано-Надеждівської сільської ради. Населення — 338 мешканців (перепис 2001).

## Географія
Село розташоване за 3 км від лівого берега річки Жовта, на відстані 0,5 км від села Полтаво-Боголюбівка. По селу протікає річка Балка Водяна із загатою, вздовж якої село витягнуто на 4 км. Поруч проходить автомобільна дорога Р74.

## Історія
У травні 1648 року армія під керівництвом Богдана Хмельницького на місці майбутнього села розгромила війська польської шляхти.
Село засноване в 1850 році.
За даними на 1859 рік у власницькому селі Богдано-Надеждівці Верхньодніпровського повіту Катеринославської губернії існувало 17 дворів, у яких мешкала 128 осіб (63 чоловічої статі та 65 — жіночої).
1908 року населення колишнього панського села Жовтянської волості зросло до 314 осіб (151 чоловік та 163 — жінки), налічувалось 33 дворових господарства.

## Населення

### Мова
Розподіл населення за рідною мовою за даними перепису 2001 року:
| Мова            | Відсоток |
| --------------- | -------- |
| українська      | 87,6 %   |
| російська       | 7,4 %    |
| молдовська      | 4,1 %    |
| інші/не вказали | 0,9 %    |

## Об'єкти соціальної сфери
- Дитячий садочок.
- Амбулаторія.
- Клуб.